# Mistrovství světa v hokejbalu 2017
Mistrovství světa v hokejbalu 2017 bylo 12. mistrovství světa a konalo se od 1. června do 10. června 2017 v Tipsport Areně v Pardubicích.
Mistrovství ISBHF se zúčastnilo 18 týmů.

## O hokejbale
Hra je rozdělena na tři třetiny po 15 minutách. Hokejbal je hodně příbuzný lednímu hokeji, nýbrž se hraje na betonu nebo plastu a hráči mají tenisky. Hráč hokejbalu má výbavu stejnou jako hokejisté krom chráničů na nohy. Chrániče jsou složeny z volejbalových kolenních chráničů a fotbalových holenních chráničů.

## Legenda
Z = zápasy, V = výhra, R = remíza, P = prohra, GV = Góly vstřelený, GI = Góly inkasované, +/- = určuje počet toho, jestli tým má více vstřelených gólů než inkasovaných gólů anebo víc inkasovaných gólů než vstřelených gólů, B = body
|  | Tým postupuje do čtvrtfinále                       |
|  | Tým postupuje do předkola                          |
|  | Tým se udrží ve skupině, nepostoupí do čtvrtfinále |

## Základní část

### Skupina A1
hrálo se ve velké hale Tipsport Arény
| Poř. | Tým       | Z | V | VP | PP | P | GV | GI | +/- | B  |
| ---- | --------- | - | - | -- | -- | - | -- | -- | --- | -- |
| 1.   | Slovensko | 4 | 4 | 0  | 0  | 0 | 12 | 3  | +6  | 12 |
| 2.   | Kanada    | 4 | 2 | 1  | 0  | 1 | 19 | 7  | +12 | 8  |
| 3.   | Indie     | 4 | 2 | 0  | 0  | 2 | 8  | 12 | -4  | 6  |
| 4.   | Řecko     | 4 | 1 | 0  | 1  | 2 | 8  | 10 | -6  | 4  |
| 5.   | Finsko    | 4 | 0 | 0  | 0  | 4 | 3  | 18 | -15 | 0  |

| Den      | Hosté     | Skóre | Domácí    |
| -------- | --------- | ----- | --------- |
| 1.6.2017 | Slovensko | 3:1   | Indie     |
| 1.6.2017 | Řecko     | 3:4sn | Kanada    |
| 2.6.2017 | Indie     | 3:0   | Řecko     |
| 2.6.2017 | Finsko    | 1:3   | Slovensko |
| 3.6.2017 | Finsko    | 1:7   | Kanada    |
| 3.6.2017 | Slovensko | 3:1   | Řecko     |
| 4.6.2017 | Kanada    | 8:0   | Indie     |
| 5.6.2017 | Řecko     | 4:0   | Finsko    |
| 6.6.2017 | Indie     | 4:1   | Finsko    |
| 6.6.2017 | Kanada    | 0:3   | Slovensko |

### Skupina A2
hrálo se ve velké hale Tipsport Arény
| Poř. | Tým         | Z | V | VP | PP | P | GV | GI | +/- | B  |
| ---- | ----------- | - | - | -- | -- | - | -- | -- | --- | -- |
| 1.   | USA         | 4 | 3 | 1  | 0  | 0 | 15 | 8  | +7  | 11 |
| 2.   | Česko       | 4 | 3 | 0  | 1  | 0 | 21 | 3  | +18 | 10 |
| 3.   | Švýcarsko   | 4 | 2 | 0  | 0  | 2 | 12 | 14 | -2  | 6  |
| 4.   | Portugalsko | 4 | 1 | 0  | 0  | 3 | 4  | 8  | -4  | 3  |
| 5.   | Itálie      | 4 | 0 | 0  | 0  | 4 | 8  | 31 | -23 | 0  |

| Den      | Hosté       | Skóre | Domácí      |
| -------- | ----------- | ----- | ----------- |
| 1.6.2017 | Česko       | 6:0   | Švýcarsko   |
| 2.6.2017 | Portugalsko | 1:3   | USA         |
| 2.6.2017 | Itálie      | 0:12  | Česko       |
| 3.6.2017 | Portugalsko | 3:5   | Švýcarsko   |
| 3.6.2017 | USA         | 3:2sn | Česko       |
| 4.6.2017 | Švýcarsko   | 6:3   | Itálie      |
| 5.6.2017 | Česko       | 1:0   | Portugalsko |
| 5.6.2017 | USA         | 7:4   | Itálie      |
| 6.6.2017 | Švýcarsko   | 1:2   | USA         |
| 6.6.2017 | Itálie      | 1:6   | Portugalsko |

### Skupina B1
hrálo se v malé hale Tipsport Arény (pouze zápasy Libanon - Francie a UK - Bermudy se hrály ve velké hale)
| Poř. | Tým     | Z | V | VP | PP | P | GV | GI | +/- | B |
| ---- | ------- | - | - | -- | -- | - | -- | -- | --- | - |
| 1.   | Francie | 3 | 2 | 0  | 1  | 0 | 16 | 11 | +5  | 7 |
| 2.   | UK      | 3 | 2 | 0  | 0  | 1 | 10 | 7  | +3  | 6 |
| 3.   | Bermudy | 3 | 2 | 0  | 0  | 1 | 10 | 10 | 0   | 5 |
| 4.   | Libanon | 3 | 0 | 0  | 0  | 3 | 7  | 14 | -7  | 0 |

| Den      | Hosté   | Skóre | Domácí  |
| -------- | ------- | ----- | ------- |
| 1.6.2017 | Francie | 4:3   | UK      |
| 2.6.2017 | UK      | 2:1   | Libanon |
| 2.6.2017 | Bermudy | 4:3sn | Francie |
| 3.6.2017 | Libanon | 2:3   | Bermudy |
| 4.6.2017 | Libanon | 4:9   | Francie |
| 4.6.2017 | UK      | 5:3   | Bermudy |

### Skupina B2
hrálo se ve malé hale Tipsport Arény (pouze zápasy Kajmany-Arménie a Kajmany-Hongkong se hrály ve velké hale)
| Poř. | Tým      | Z | V | VP | PP | P | GV | GI | +/- | B |
| ---- | -------- | - | - | -- | -- | - | -- | -- | --- | - |
| 1.   | Haiti    | 2 | 2 | 0  | 0  | 0 | 8  | 5  | +3  | 9 |
| 2.   | Kajmany  | 3 | 1 | 0  | 0  | 1 | 15 | 12 | +3  | 5 |
| 3.   | Arménie  | 2 | 0 | 1  | 2  | 0 | 5  | 10 | -5  | 2 |
| 4.   | Hongkong | 3 | 0 | 0  | 2  | 1 | 8  | 14 | -6  | 2 |

| Den      | Hosté    | Skóre | Domácí   |
| -------- | -------- | ----- | -------- |
| 1.6.2017 | Kajmany  | 5:7   | Haiti    |
| 1.6.2017 | Arménie  | 4:3sn | Hongkong |
| 2.6.2017 | Kajmany  | 6:1   | Arménie  |
| 3.6.2017 | Hongkong | 3:4sn | Kajmany  |
| 3.6.2017 | Arménie  | 0:1   | Haiti    |
| 4.6.2017 | Haiti    | 6:2   | Hongkong |

### Skupina B3
| Poř. | Tým     | Z | V | VP | PP | P | GV | GI | +/- | B |
| ---- | ------- | - | - | -- | -- | - | -- | -- | --- | - |
| 1.   | Francie | 2 | 2 | 0  | 0  | 0 | 6  | 3  | +3  | 6 |
| 2.   | Haiti   | 2 | 1 | 0  | 0  | 1 | 4  | 2  | +2  | 3 |
| 3.   | Kajmany | 2 | 1 | 0  | 0  | 1 | 7  | 7  | 0   | 3 |
| 4.   | UK      | 2 | 0 | 0  | 0  | 2 | 3  | 8  | -5  | 0 |

| Den      | Hosté   | Skóre | Domácí  | Aréna          |
| -------- | ------- | ----- | ------- | -------------- |
| 5.6.2017 | Francie | 5:3   | Kajmany | Malá Hala      |
| 5.6.2017 | Haiti   | 4:1   | UK      | Malá Hala      |
| 6.6.2017 | Kajmany | 4:2   | UK      | Tipsport Aréna |
| 6.6.2017 | Haiti   | 0:1   | Francie | Malá Hala      |

### Skupina B4
| Poř. | Tým      | Z | V | VP | PP | P | GV | GI | +/- | B |
| ---- | -------- | - | - | -- | -- | - | -- | -- | --- | - |
| 1.   | Hongkong | 2 | 2 | 0  | 0  | 0 | 8  | 0  | +8  | 6 |
| 2.   | Arménie  | 2 | 2 | 0  | 0  | 0 | 8  | 4  | +4  | 6 |
| 3.   | Bermudy  | 2 | 0 | 0  | 0  | 2 | 2  | 6  | -4  | 0 |
| 4.   | Libanon  | 2 | 0 | 0  | 0  | 2 | 2  | 10 | -8  | 0 |

| Den      | Hosté    | Skóre | Domácí   | Aréna          |
| -------- | -------- | ----- | -------- | -------------- |
| 5.6.2017 | Bermudy  | 0:3   | Hongkong | Tipsport Aréna |
| 5.6.2017 | Arménie  | 5:2   | Libanon  | Malá Hala      |
| 6.6.2017 | Hongkong | 5:0   | Libanon  | Malá Hala      |
| 6.6.2017 | Arménie  | 3:2   | Bermudy  | Malá Hala      |

## Pavouk skupin A

### Osmifinále
| Den      | Hosté       | Skóre | Domácí  | Aréna          |
| -------- | ----------- | ----- | ------- | -------------- |
| 7.6.2017 | Řecko       | 3:1   | Haiti   | Tipsport Aréna |
| 7.6.2017 | Portugalsko | 5:2   | Francie | Tipsport Aréna |

### Čtvrtfinále
| Den      | Hosté     | Skóre | Domácí      | Aréna          |
| -------- | --------- | ----- | ----------- | -------------- |
| 8.6.2017 | USA       | 3:4pp | Řecko       | Tipsport Aréna |
| 8.6.2017 | Slovensko | 4:0   | Portugalsko | Tipsport Aréna |
| 8.6.2017 | Česko     | 3:1   | Indie       | Tipsport Aréna |
| 8.6.2017 | Kanada    | 5:1   | Švýcarsko   | Tipsport Aréna |

### Semifinále
| Den      | Hosté     | Skóre | Domácí | Aréna          |
| -------- | --------- | ----- | ------ | -------------- |
| 9.6.2017 | Řecko     | 0:5   | Kanada | Tipsport Aréna |
| 9.6.2017 | Slovensko | 1:0sn | Česko  | Tipsport Aréna |

### O 3. místo
| Den       | Hosté | Skóre | Domácí | Aréna          |
| --------- | ----- | ----- | ------ | -------------- |
| 10.6.2017 | Řecko | 3:4   | Česko  | Tipsport Aréna |

### Finále
| Den       | Hosté  | Skóre | Domácí    | Aréna          |
| --------- | ------ | ----- | --------- | -------------- |
| 10.6.2017 | Kanada | 4:6   | Slovensko | Tipsport Aréna |

## Pavouk skupin B

### Semifinále
| Den      | Hosté   | Skóre | Domácí   | Aréna     |
| -------- | ------- | ----- | -------- | --------- |
| 8.6.2017 | UK      | 4:2   | Arménie  | Malá Hala |
| 8.6.2017 | Kajmany | 2:3   | Hongkong | Malá Hala |

### O 3. místo
| Den      | Hosté   | Skóre | Domácí  | Aréna     |
| -------- | ------- | ----- | ------- | --------- |
| 9.6.2017 | Kajmany | 3:6   | Arménie | Malá Hala |

### Finále
| Den      | Hosté    | Skóre | Domácí | Aréna     |
| -------- | -------- | ----- | ------ | --------- |
| 9.6.2017 | Hongkong | 3:0   | UK     | Malá Hala |

## Konečná tabulka
| Poř.             | Tým                |
| ---------------- | ------------------ |
| Zlatá medaile    | Slovensko          |
| Stříbrná medaile | Kanada             |
| Bronzová medaile | Česko              |
| 4.               | Řecko              |
| 5.               | USA                |
| 6.               | Portugalsko        |
| 7.               | Švýcarsko          |
| 8.               | Indie              |
| 9.               | Finsko             |
| 10.              | Itálie             |
| 11.              | Francie            |
| 12.              | Haiti              |
| 13.              | Hongkong           |
| 14.              | Spojené království |
| 15.              | Arménie            |
| 16.              | Kajmanské ostrovy  |
| 17.              | Libanon            |
| 18.              | Bermudy            |